# 今牧嘉雄

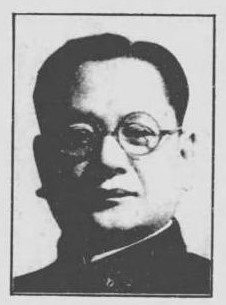
今牧嘉雄

今牧 嘉雄（いままき よしお、1897年（明治30年）12月15日 - 1980年（昭和55年）5月17日）は、大正から昭和期の内科医、右翼活動家、政治家。衆議院議員、医学博士。

## 経歴
富山県射水郡新湊町（高岡市、新湊町、新湊市を経て現射水市）で生まれる。1920年（大正9年）長崎医学専門学校（のち長崎医科大学、現長崎大学）を卒業し、その後、京都帝国大学医学部で研究した。
別府市の朝見病院長を経て、1930年（昭和5年）東京市京橋区で開業した。大川周明の雑誌『満蒙』に執筆し、大川の治療を行ったことなどから神武会に加盟した。1936年（昭和11年）大日本青年党に加わり、その後、大日本赤誠会に改称。また、日本医師会理事、日本医療団評議員、富士工業社長などを務めた。
1942年（昭和17年）4月、第21回衆議院議員総選挙に翼賛政治体制協議会の推薦を受け東京府第3区から出馬して当選し、衆議院議員に1期在任した。この間、大政翼賛会東京府常務、同中央協力会議員、翼賛政治会政調幹事、同内務・外務兼務委員、同連絡委員（事務局参与）などを務めた。戦後、日本進歩党に所属し、その後、公職追放となった。
その後、社会保険協会蒲田診療所長を務めた。

## 斎藤実首相暗殺予備事件
五・一五事件で大川周明が逮捕されたことから、1932年（昭和7年）6月に斎藤実首相暗殺計画をある神武会員と相談の上、他の神武会員2名に実行を依頼し武器の準備金100円を渡した。その実行予定者の1名が京都伏見の遊郭で検挙されたことから実行を中止したが、実行予定者2人が今牧を恐喝して385円を支払わせたことから、同年8月に検挙され、1933年（昭和8年）5月、東京地方裁判所から殺人予備罪で懲役1年6ヶ月、執行猶予2年の有罪判決を受けた。